# Forte Santo Antonio
Forte Santo Antonio è una fortezza costruita dai portoghesi nel 1515 presso la città di Axim, nell'attuale Ghana. Nel 1642, gli olandesi catturarono il forte e successivamente lo resero parte della Costa d'Oro olandese. Gli olandesi espansero notevolmente il forte prima che esso fosse ceduto col resto della colonia agli inglesi nel 1872. Il forte è oggi proprietà dello stato ganese che l'ha aperto al pubblico.
Come forte più ad ovest nei possedimenti olandesi, Forte Santo Anthony (o Fort Sint Anthony in lingua olandese) fu il primo forte che incontrarono i mercanti olandesi e primo luogo ove potevano fare rifornimento di acqua potabile e beni di prima necessità. Forte Santo Antonio rimase un forte importante tra i possedimenti olandesi, ed il suo comandante era secondo solo a quello del forte di Elmina. Al contrario di altri possedimenti olandesi nella Costa d'Oro, Forte Santo Antonio non venne mai abbandonato nel corso del XIX secolo e rimase militarizzato sino al 1872.

## Storia
Per la mancanza di studi appropriati sugli archivi portoghesi del XVI secolo, poco si sa dei primi anni di vita di Forte Santo Antonio e delle ragioni per cui i portoghesi si insediarono proprio ad Axim, oltre al desiderio di controllare il locale commercio dell'oro come motivazione logica. La prima testimonianza scritta della presenza dei portoghesi presso Axim è una lettera del governatore di Elmina al re del Portogallo del 1503, affinché inviasse dei materiali da costruzione al capitano Diogo d'Alvarenga, incaricato della costruzione della "Casa di Axem". Dopo che questa "casa" venne distrutta dalla popolazione locale, i portoghesi decisero di costruire un nuovo avamposto poco più ad est, probabilmente sul sito ove attualmente sorge il forte.
Rispetto agli altri forti della Costa d'Oro, l'autorità del comandante del forte di Santo Antonio si estendeva ben oltre il forte stesso e la città di Axim. Nel Trattato di Axim che i Paesi Bassisiglarono nel 1642 con i capi locali dopo la loro conquista di Santo Antonio ai portoghesi in quello stesso anno, reclamarono la giurisdizione su tutti gli insediamenti attorno ad Axim, pretendendo di aver ereditato tale giurisdizione dalle condizioni siglate a loro tempo dai portoghesi. Nel novembre del 1656, su richiesta del direttore generale della colonia, Jan Valckenburgh, venne firmata una dichiarazione tra i rappresentanti di Gyommre, "Abripiquem," Ankobra, Ebokro, Axim ed "Encasser", nella quale essi dichiaravano di essere stati alleati da tempi immemorabili degli olandesi e di aver posto sempre le loro dispute d'innanzi al comandante del Forte Santo Antonio ad Axim.
L'ampia area di giurisdizione fece sì che i portoghesi nel corso del XVII secolo tentassero più volte di restaurare il loro predominio nel commercio dell'oro nell'area che era stato usurpato loro dagli olandesi che ora proibivano loro l'accesso alle miniere interne. Nel 1623, i portoghesi fondarono un avamposto fortificato presso il fiume Ankobra, a 20 km da Axim, presso l'attuale villaggio di Bamianko, fondando in loco una miniera d'oro presso la collina di Aboasi, a 8 km dall'avamposto stesso. Dopo che gli olandesi ebbero conquistato Axim, ovviamente impedirono ai portoghesi l'accesso a queste risorse nell'entroterra; il forte ad ogni modo costruito per tale proposito, Fort Ruychaver, venne incendiato appena cinque anni dopo la sua costruzione dopo dei contrasti con la popolazione locale.
Dopo che la Compagnia olandese delle Indie occidentali ebbe perso il suo monopolio del commercio degli schiavi nel 1730, essa tentò di sviluppare delle piantagioni di cotone proprio ad Axim.
Il comandante di Forte Santo Anthony continuò ad avere giurisdizione legale sugli stati indigeni sopra menzionati sino al XIX secolo. Alla fine degli anni '50 dell'Ottocento, quando gli olandesi riformarono i loro possedimenti in Costa d'Oro dividendoli in distretti ed istituendo la figura del "residente" per ogni forte olandese per rapportarsi con la popolazione locale, il residente di Forte Santo Anthony, Julius Vitringa Coulon, fu il primo a stilare una mappa precisa della giurisdizione dipendente dal suo forte.

## Galleria d'immagini

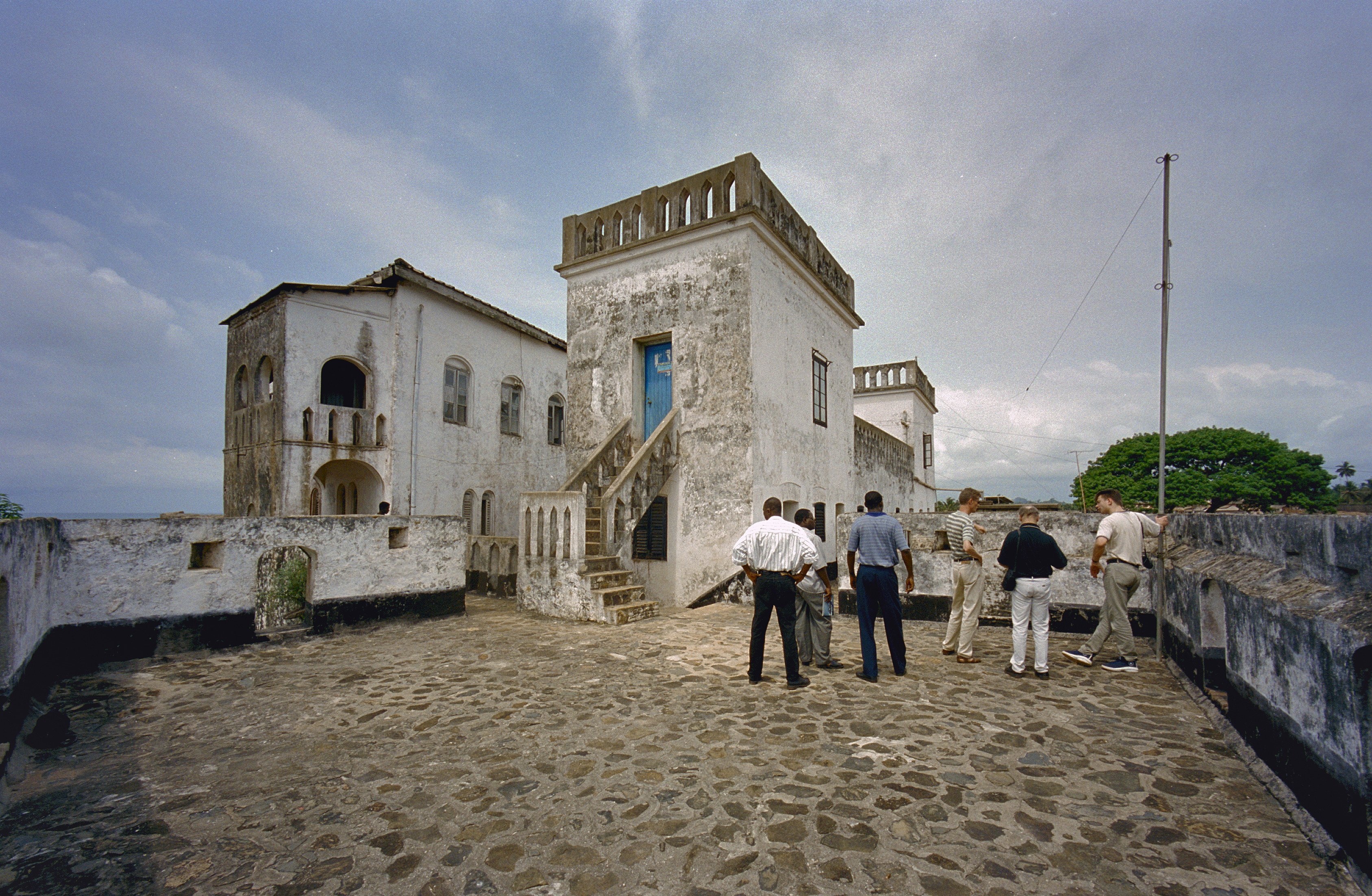
Forte Santo Antonio oggi.
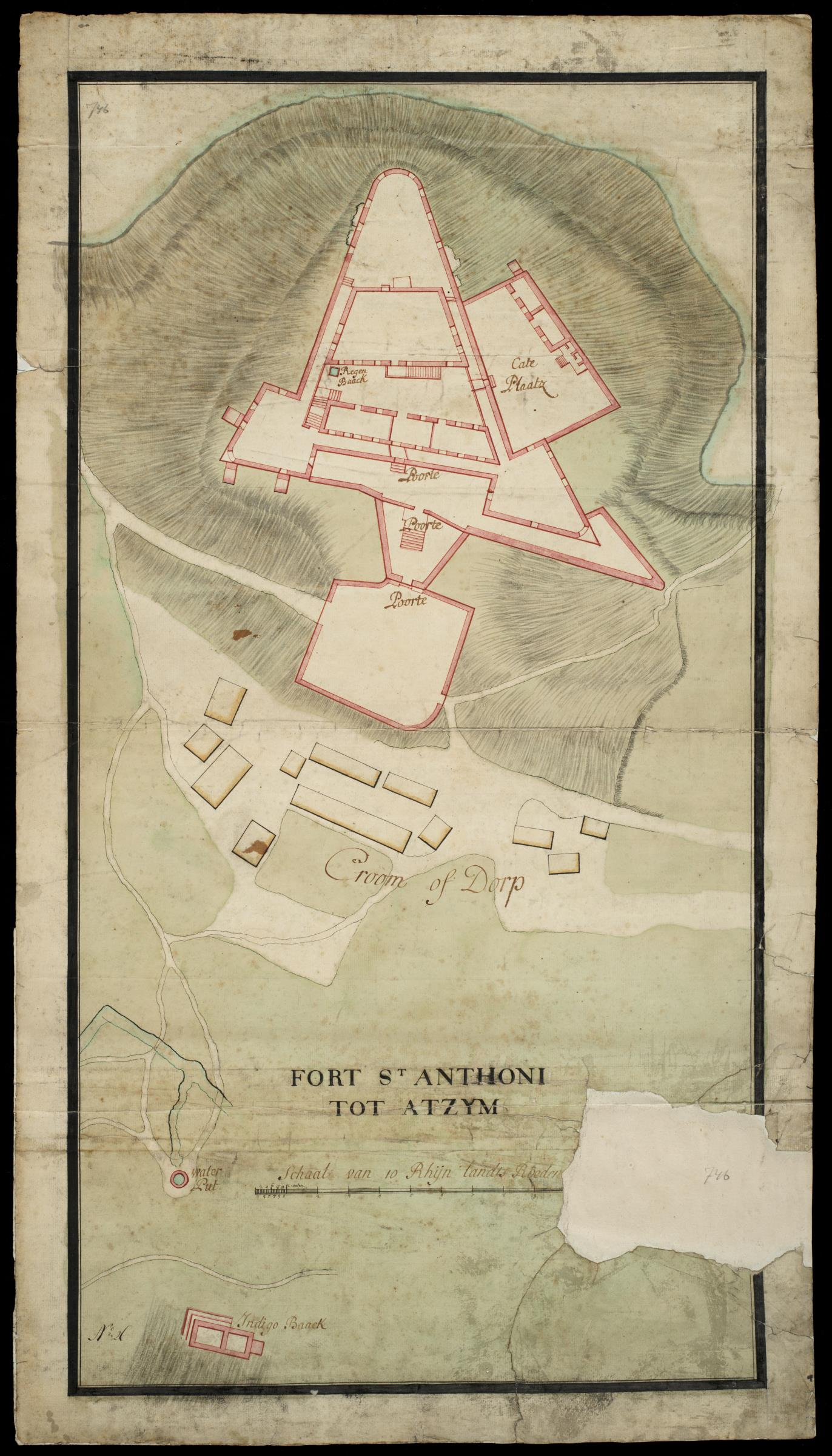
Pianta di Forte Santo Antonio del XVIII secolo.
Mappa del distretto di Axim disegnata da Julius Vitringa Coulon nel 1859.
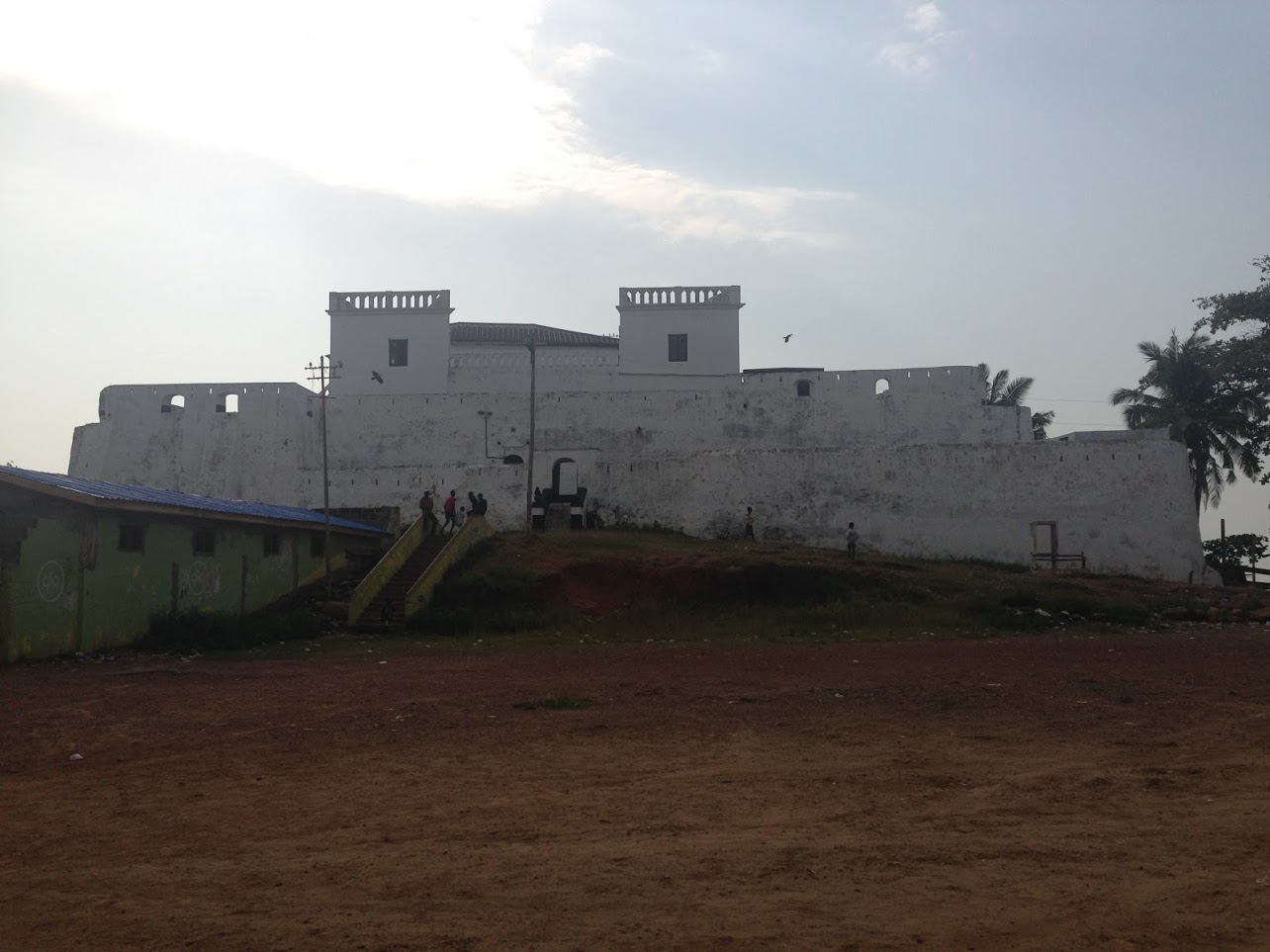
Veduta esterna del forte oggi